# Pieter Timmers
Pieter Timmers (Neerpelt, 21 januari 1988) is   een Belgische voormalig zwemmer gespecialiseerd in de vrije slag. Op de Olympische Zomerspelen van 2016 in Rio de Janeiro behaalde hij een zilveren medaille in de 100 meter vrije slag mannen.

## Levensloop
Timmers startte zijn carrière bij De Beringse Tuimelaars (DBT, België) onder Paul Van Thienen. In 2009 trok Timmers naar Eindhoven om daar te trainen bij Eiffel Swimmers PSV onder Adri de Laat. Na een jaar kwam Timmers onder de vleugels van Patrick Pearson terecht, eveneens bij Eiffel Swimmers PSV. Timmers wist zijn persoonlijk record op de 100 meter vrije slag, op de langebaan, in anderhalf jaar tijd te verbeteren van 52,30 naar 49,76. Op de 200 meter vrije slag haalde Timmers 4,3 seconde van zijn persoonlijk record af om van 1.54,63 naar 1.50,29 te gaan. Via kwalificatie op de ISF Aken (oktober 2010) debuteerde Timmers, op 22-jarige leeftijd, op een internationaal toernooi, de Europese kampioenschappen kortebaanzwemmen in Eindhoven.
In 2011 kwalificeerde Timmers zich voor de estafettes 4×100m vrije slag en 4×200m vrije slag voor de wereldkampioenschappen zwemmen 2011 in Shanghai. In Shanghai strandde hij samen met Dieter Dekoninck, Glenn Surgeloose en Mathieu Fonteyn in de series van de 4×200 meter vrije slag, in de series van de 4×100 meter vrije slag werd hij samen met Yoris Grandjean, Glenn Surgeloose en Jasper Aerents gediskwalificeerd. Na afloop van de wereldkampioenschappen werd hij lid van zwemclub BRABO in Antwerpen. In oktober 2011, op de wereldbekerwedstrijd in Berlijn, evenaarde hij het Belgisch record op de 100 meter vrije slag in 47,90 en verbeterde hij het Belgisch record op de 200 meter vrije slag in 1.44,89.
Samen met Dieter Dekoninck, Jasper Aerents en Emmanuel Vanluchene schreef hij een stukje geschiedenis op de Olympische Spelen 2012 in Londen door zich te plaatsen voor de finale van de 4×100m vrije slag. Het Belgische estafetteteam is uiteindelijk achtste geworden in de finale van de 4×100m vrije slag. Ook het estafetteteam van de 4×200m vrije slag was succesvol met een twaalfde plaats. Individueel startte Timmers op de 100m vrije slag en haalde de halve finale in 48,54 een nieuw Belgisch record. In november 2012 bevestigde Timmers opnieuw op het EK Kortebaan in Chartres, Frankrijk, met twee medailles en acht Belgische records. Op de 200 meter vrije slag tikte hij na olympisch kampioen Yannick Agnel als tweede aan met een verbetering van zijn Belgisch record in 1.43.08. Ook met een bronzen medaille ging hij naar huis: samen met Emmanuel Vanluchene, Yoris Grandjean en Jasper Aerents zwom Timmers een nieuw Belgisch record van 1.25.60.  Op de 50 meter vrije slag werd hij 4de, op de 100 meter vrije slag 5de, telkens ook met een nieuw Belgisch record.
In Barcelona nam Timmers deel aan de wereldkampioenschappen zwemmen 2013. Samen met Dieter Dekoninck, Emmanuel Vanluchene en Glenn Surgeloose eindigde hij zevende in de finale van de 4×200 meter vrije slag. Zowel op de 100 meter vrije slag als de 200 meter vrije slag werd Timmers uitgeschakeld in de halve finale. In oktober 2013 werd Timmers getroffen door een klaplong, maar toch besloot hij in december 2013 mee te gaan naar het EK Kortebaan in Herning, Denemarken. Ondanks de trainingsachterstand zwom Timmers goede tijden en behaalde hij samen met Yoris Grandjean, Jasper Aerents en Francois Heersbrandt EK-brons met alweer een verscherping van het Belgisch Record in 1'24"86. In februari 2014 onderging Timmers een longoperatie, dit om de kans op een nieuwe klaplong te verminderen. Timmers nam wel deel aan de Europese kampioenschappen zwemmen 2014 in Berlijn. Op de 200m vrije slag werd hij vijfde in de finale in een nieuw Belgisch Record van 1.47.01 en de estafetteploeg 4×200m vrije slag veroverde in een nieuw Belgisch record van 7.10.39 de bronzen medaille. Timmers zwom in die estafette een wereldchrono van 1.45.17, waarmee hij van een 6de naar een 3de plaats zwom. Enkel wereldrecordhouder Paul Biedermann ging sneller.
In 2015 werd Timmers 7de op het WK lange baan te Kazan op de 100 meter vrije slag in een nieuw Belgisch Record, gevolgd door twee zilveren medailles op het EK korte baan in het Israëlische Netanja, zowel op de 100 meter vrije slag als de 200 meter vrije slag, telkens ook in een nieuw nationaal record. Midden 2015 verzekerde Timmers zich al van kwalificaties voor de Olympische Spelen van 2016 in Rio de Janeiro, zowel op de 100m, 200m, 4×100m als 4×200 meter vrije slag. 
Timmers behaalde op 11 augustus 2016 een zilveren medaille op de Olympische Spelen in Rio op de 100 meter vrije slag met een Belgisch record in 47,80. Hij kwalificeerde zich in de series voor de halve finales met een negende tijd van 48,46. In zijn halve finale zwom hij de zesde plaats van alle deelnemers met zijn tijd van 48,14, waardoor hij zich voor de finale kon kwalificeren.
Eind 2020 beëindigde Timmers zijn zwemcarrière met een 4x100 meter freestyle mixed relay in Boedapest.
Eind 2021/begin 2022 nam Timmers deel aan het derde seizoen van Dancing with the Stars (Vlaanderen) dat uitgezonden werd op Play4.
Timmers heeft een bachelor in bouwkunde, maar ging in 2022 aan de slag als ambulancier. In 2025 werd hij brandweerman.

## Belangrijkste resultaten
| Jaar | Olympische Spelen                                                       | WK langebaan                                                                     | WK kortebaan                                                                     | EK langebaan                                                                            | EK kortebaan                                                                |
| ---- | ----------------------------------------------------------------------- | -------------------------------------------------------------------------------- | -------------------------------------------------------------------------------- | --------------------------------------------------------------------------------------- | --------------------------------------------------------------------------- |
| 2010 |                                                                         |                                                                                  | geen deelname                                                                    | geen deelname                                                                           | 18e 100m vrije slag 22e 200m vrije slag 6e 4×50m vrije slag                 |
| 2011 |                                                                         | DSQ 4×100m vrije slag 13e 4×200m vrije slag                                      |                                                                                  |                                                                                         | geen deelname                                                               |
| 2012 | 12e 100m vrije slag 8e 4×100m vrije slag 12e 4×200m vrije slag          |                                                                                  | geen deelname                                                                    | 7e 100m vrije slag 4e 4×100m vrije slag 4e 4×200m vrije slag                            | 4e 50m vrije slag · 5e 100m vrije slag · 200m vrije slag · 4×50m vrije slag |
| 2013 |                                                                         | 12e 100m vrije slag 15e 200m vrije slag 7e 4×200m vrije slag                     |                                                                                  |                                                                                         | 23e 50m vrije slag · 12e 100m vrije slag · 4×50m vrije slag                 |
| 2014 |                                                                         |                                                                                  | 6e 100m vrije slag 12e 200m vrije slag 6e 4×100m vrije slag 5e 4×200m vrije slag | 5e 200m vrije slag · 9e 100m vrije slag · 4e 4×100 meter vrije slag · 4×200m vrije slag | geen deelname                                                               |
| 2015 |                                                                         | 7e 100m vrije slag 25e 200m vrije slag 9e 4×100m vrije slag 6e 4×200m vrije slag |                                                                                  |                                                                                         | 100m vrije slag · 200m vrije slag · 4e 4×50m vrije slag · 5e 50m vrije slag |
| 2016 | 100m vrije slag · 6e 4×100 meter vrije slag · 8e 4×200 meter vrije slag |                                                                                  | 23e 50m vrije slag 27e 100 vrije slag 10e 200m vrije slag 8e 4×200m vrije slag   | 5e 100m vrije slag · 9e 200m vrije slag · 4×100m vrije slag · 4×200m vrije slag         |                                                                             |
| 2017 |                                                                         | 26e 50 vrije slag 16e 100 vrije slag 31e 200 vrije slag                          |                                                                                  |                                                                                         | 10e 50m vrije slag · 100m vrije slag · 7e 4×50m vrije slag                  |
| 2018 |                                                                         |                                                                                  | geen deelname                                                                    | geen deelname                                                                           |                                                                             |
| 2019 |                                                                         | 20e 50m vrije slag 16e 100m vrije slag 14e 4x100m vrije slag                     |                                                                                  |                                                                                         | 7e 50m vrije slag 13e 100m vrije slag                                       |
| 2020 | Geen toernooien vanwege de coronapandemie                               | Geen toernooien vanwege de coronapandemie                                        | Geen toernooien vanwege de coronapandemie                                        | Geen toernooien vanwege de coronapandemie                                               | Geen toernooien vanwege de coronapandemie                                   |

## Persoonlijke records
(Bijgewerkt tot en met 6 december 2019)
Kortebaan
| Afstand         | Tijd       | Datum            | Plaats     |
| --------------- | ---------- | ---------------- | ---------- |
| 50m vrije slag  | BR 21,22   | 6 december 2019  | Glasgow    |
| 100m vrije slag | BR 46,54   | 17 december 2017 | Kopenhagen |
| 200m vrije slag | BR 1.42,85 | 3 december 2015  | Netanja    |

Langebaan
| Afstand         | Tijd     | Datum            | Plaats         |
| --------------- | -------- | ---------------- | -------------- |
| 50m vrije slag  | 22,28    | 9 mei 2015       | Antwerpen      |
| 100m vrije slag | BR 47,80 | 10 augustus 2016 | Rio de Janeiro |
| 200m vrije slag | 1.47,01  | 23 augustus 2014 | Berlijn        |